# Frigyes szász herceg
Frigyes szász herceg (Torgau, Szászország 1473. október 26. – Rochlitz, Szászország 1510. december 14.) eredeti nevén Friedrich von Wettin. Szász herceg, a Német Lovagrend 36. nagymestere. 

## Élete
III. Albert szász herceg és Podjebrád György cseh király leányának, Szidóniának (Zdenának), Podjebrád Katalin magyar királyné ikertestvérének a fia. Nővére volt Szász Katalin tiroli grófné. A Wettin-ház Albert-ágának tagja. Elődje a nagymesteri székben Johann von Tiefen volt.
Rokoni kapcsolatok fűzték a szász választóhoz. Testvérének, Györgynek a felesége, Barbara János Albert lengyel uralkodó nevelője volt.
1487-től Lipcsében, 1494-től Sienában tanult; a humanizmus eszméinek hatása alá került. 1495-98 között Berthold mainzi érsek udvarában élt. 1498-ban a Német Lovagrend nagymesterévé nevezték ki. Frigyes nem ismerte el a második thorni béke feltételeit, azaz Lengyelország fennhatóságát a Lovagrend állama felett, de tárgyalásokkal sikerült elkerülnie az újabb háborút. Belföldön is kerülte az összeütközést a rendekkel, és az udvarába vonzotta a vidéki nemességet. Tanácsosai sorában a világi humanisták (Paul Watt, Hiob von Dobeneck, Dietrich von Werther, Erasmus Stella) is helyet kaptak. Udvari bírósága az első fellebbviteli bíróság volt Poroszországban. Jó kapcsolatokat tartott fenn a Német-római Birodalommal, ami erősítette pozícióját Lengyelországgal szemben. Különböző beadványaival azonban nem sikerült elérnie, hogy a Lovagrend visszakapja Nyugat-Poroszországot.